# 島根県道45号安来木次線
島根県道45号安来木次線（しまねけんどう45ごう やすぎきすきせん）は、島根県安来市から同県雲南市に至る主要地方道に指定された県道である。

## 概要

### 路線データ
- 起点：島根県安来市安来町（錦町交差点、国道9号交点）
- 終点：島根県雲南市木次町里方（里熊大橋交差点、国道54号・島根県道197号木次直江停車場線交点）
- 総延長：49.7 km

## 路線状況

### 重複区間
- 島根県道334号安来インター線（安来市安来町 - 安来市切川町）
- 鳥取県道・島根県道102号米子広瀬線（安来市能義町 - 安来市広瀬町広瀬）
- 島根県道180号広瀬荒島線（安来市植田町 - 安来市広瀬町広瀬）
- 国道432号（安来市広瀬町広瀬 - 安来市広瀬町下山佐）
- 島根県道156号木次横田線（雲南市木次町寺領 - 雲南市木次町里方）
- 島根県道176号掛合大東線（雲南市木次町寺領）

## 地理

### 通過する自治体
- 島根県
  - 安来市 - 雲南市

### 交差する道路

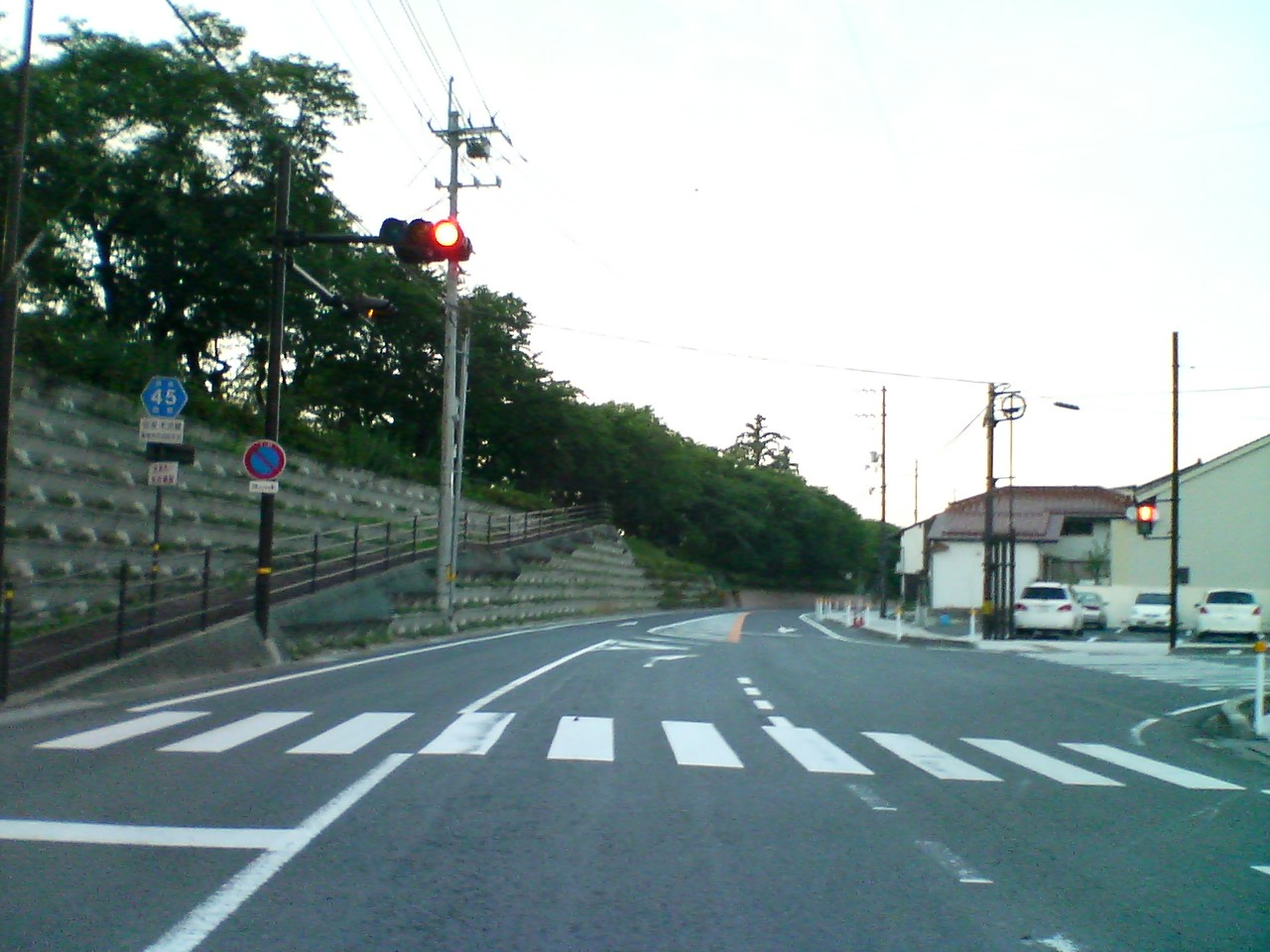
雲南市木次町木次を通る県道45号

| 交差する道路                                                                                               | 市町村名 | 市町村名 | 交差する場所 | 交差する場所          |
| --- | -------- | -------- | ------------ | --------------------- |
| 国道9号 国道180号 重複                                                                                     | 安来市   | 安来市   | 安来町       | 錦町交差点 / 起点     |
| 島根県道・鳥取県道9号安来伯太日南線                                                                        | 安来市   | 安来市   | 安来町       |                       |
| 島根県道334号安来インター線                                                                                | 安来市   | 安来市   | 安来町       |                       |
| 鳥取県道・島根県道102号米子広瀬線 重複区間起点                                                             | 安来市   | 安来市   | 能義町       |                       |
| 島根県道180号広瀬荒島線 重複区間起点                                                                       | 安来市   | 安来市   | 植田町       |                       |
| 国道432号 重複区間起点 鳥取県道・島根県道102号米子広瀬線 重複区間終点 島根県道180号広瀬荒島線 重複区間終点 | 安来市   | 安来市   | 広瀬町広瀬   |                       |
| 国道432号 重複区間終点                                                                                     | 安来市   | 安来市   | 広瀬町広瀬   |                       |
| 島根県道268号上久野大東線                                                                                  | 雲南市   | 雲南市   | 大東町上久野 |                       |
| 島根県営広域営農団地農道大仁地区 / 大仁広域農道                                                            | 雲南市   | 雲南市   | 大東町上久野 |                       |
| 島根県道216号下久野停車場線                                                                                | 雲南市   | 雲南市   | 大東町下久野 |                       |
| 島根県道25号玉湯吾妻山線                                                                                   | 雲南市   | 雲南市   | 大東町下久野 |                       |
| 島根県道156号木次横田線 重複区間起点                                                                       | 雲南市   | 雲南市   | 木次町寺領   |                       |
| 島根県営広域営農団地農道飯石地区 / 飯石ふれあい農道                                                        | 雲南市   | 雲南市   | 木次町寺領   |                       |
| 島根県道176号掛合大東線 重複区間起点                                                                       | 雲南市   | 雲南市   | 木次町寺領   |                       |
| 島根県道176号掛合大東線 重複区間終点                                                                       | 雲南市   | 雲南市   | 木次町寺領   |                       |
| 島根県道271号稗原木次線                                                                                    | 雲南市   | 雲南市   | 木次町木次   |                       |
| 島根県道215号木次停車場線                                                                                  | 雲南市   | 雲南市   | 木次町里方   |                       |
| 島根県道332号三刀屋木次インター線                                                                          | 雲南市   | 雲南市   | 木次町里方   |                       |
| 国道54号 島根県道156号木次横田線 重複区間終点 島根県道197号木次直江停車場線                                | 雲南市   | 雲南市   | 木次町里方   | 里熊大橋交差点 / 終点 |

### 沿線
- 斐伊川